# Abercrombie-ruit

Abercrombie-ruit

De abercrombieruit is een type tartan, een geruite wollen stof. Deze ruit werd voor het eerst genoemd in "The Scottish Gael" van James Logan.

## Geschiedenis
De naam Abercromby is te danken aan de baron van Abercromby. De eerste met deze titel was Willem de Abercrombie. Zijn lijn liep door tot de Abercrombies van Birkenbog. Ze hebben zowel een religieuze als een militaire geschiedenis.
Jezuïetenpriester, Robert Abercromby (1534-1613) had koningin Anna van Denemarken voor haar dood tot de katholieke kerk bekeerd en was gekant tegen de Reformatie.
David Abercromby was een jezuïet, maar werd later een Protestant. Hij publiceerde in 1686 een verhandeling tegen de pauselijke macht; "Protestancy Proved Safer Than Popery."
Een andere Abercromby, Ralph Abercromby had het leger hervormd, waardoor ze de strijd tegen Napoleon hadden gewonnen. Hij heeft ook in 1796 de Royal Highlanders geleid in Barbados en in 1801 in Egypte.